# Orbiwirusy
Orbiwirusy (Orbivirus) - rodzaj wirusów należących do rodziny Reoviridae. 
Zawiera następujące gatunki:
| Nazwa polska                               | Nazwa angielska                     | Skrót |
| ------------------------------------------ | ----------------------------------- | ----- |
| Wirus afrykańskiego pomoru koni            | African horse sickness virus        | AHSV  |
| Wirus choroby niebieskiego języka          | Bluetongue virus                    | BTV   |
|                                            | Changuinola virus                   | CGLV  |
|                                            | Chenuda virus                       | CNUV  |
|                                            | Chobar Gorge virus                  | CGV   |
|                                            | Corriparta virus                    | CORV  |
| Wirus krwotocznej choroby zwierzyny płowej | Epizootic hemorrhagic disease virus | EHDV  |
|                                            | Equine encephalosis virus           | EEV   |
| Wirus afrykańskiego pomoru koni            | Eubenangee virus                    | EUBV  |
|                                            | Great Island virus                  | GIV   |
|                                            | Ieri virus                          | IERIV |
|                                            | Lebombo virus                       | LEBV  |
| Wirus Orungo                               | Orungo virus                        | ORUV  |
|                                            | Palyam virus                        | PALV  |
|                                            | Peruvian horse sickness virus       | PHSV  |
|                                            | St Croix River virus                | SCRV  |
|                                            | Umatilla virus                      | UMAV  |
|                                            | Wad Medani virus                    | WMV   |
|                                            | Wallal virus                        | WALV  |
|                                            | Warrego virus                       | WARV  |
|                                            | Wongorr virus                       | WGRV  |
|                                            | Yunnan orbivirus                    | YUOV  |